# Aldaris
AS Aldaris er et bryggeri i Letland, der anses for at være markedsførende i Letland med 46,10 procent af ølsalget i 2008.

## Historie
Bryggeriet Aldaris anser sin etableringsdato for at være i 1865, da den bajerske brygger Joachim Dauder på Aldaris' nuværende lokation opførte et bryggeri ved navnet Waldschlößchen. I 1900 gennemgik produktionsapparatet en gennemgribende modernisering, og i 1905 blev Waldschlößchen omdannet til et aktieselskab. Virksomheden fortsatte sit virke med succes også efter 1. verdenskrig. I 1937 opkøbte det statsejede Latvijas Kredītbanka (Letlands Kreditbank) alle aktier i bryggerierne Waldschlößchen, Ilgezeem og Tanheuser, reelt en nationalisering, og skabte en ny storvirksomhed. Dets navn udvalgtes ved en offentlig rundspørge, hvor 3.338 personer indsendte deres forslag. Det bedste forslag anerkendtes som værende navnet Aldaris (ølbrygger).
Selv efter Sovjetunionens anneksion af Letland og 2. verdenskrig beholdte bryggeriet sit navn. I 1976 foretoges en administrativ sammenlægning af virksomheder, ikke meget ulig den i 1937, hvor Aldaris lagdes sammen med bryggerierne Vārpa og Ilģuciems under den fælles betegnelse: ražošanas apvienība "Aldaris" (produktionsforeningen Aldaris).
I 1992 påbegyndte Aldaris et samarbejde med koncernen Baltic Beverages Holding (BBH). Senere foretoges en privatisering af virksomheden, hvor dele af virksomheden enten solgtes til BBH eller blev givet til virksomhedens ansatte. Den lettiske stat solgte sin del af aktiekapitalen i 1995, jf. Letlands regerings beslutning nr. 63. BBH har gradvist øget sin ejerandel i Aldaris. I 2000 tilhørte 75% af aktiekapitalen BBH og 25% de ansatte, i begyndelsen af 2006 – 84,88%, og siden 2008 er BBH eneste ejer af Aldaris, en virksomhed der indgår i Carlsberg Group.